# أوين سيمبسون
أوين سيمبسون (بالإنجليزية: Owen Simpson)‏ (18 ديسمبر 1943 في المملكة المتحدة - ) هو لاعب كرة قدم بريطاني في مركز الدفاع. لعب مع غريمسبي تاون وكولتشستر يونايتد ونادي روذرهام يونايتد ونادي ساوثيند يونايتد ونادي ليتون أورينت ونادي بوسطن يونايتد ودارلينجتون إف سى.